# Чудовий мрійник
«Чудовий мрійник» («Ажойиб хаёлпараст») — радянський художній фільм 1977 року, знятий режисером Равілем Батировим на кіностудії «Узбекфільм».

## Сюжет
За мотивами оповідання А. Якубова «Птах щастя». Про мрійника — сільського лікаря Хасана.

## У ролях
- Бахтійор Іхтіяров — Хасан
- Аїда Юнусова — Таміла
- Мурад Раджабов — Вахоб
- Нігора Ерназарова — Санобар
- Бехзод Хамраєв — Карім
- Саїб Ходжаєв — роль другого плану
- Джамал Хашимов — Турсунбай
- Хусан Мусабаєв — кіномеханік
- Кудрат Ходжаєв — роль другого плану
- Ікрама Балтаєва — роль другого плану
- К. Агзамова — роль другого плану
- Лола Бадалова — роль другого плану
- Гані Агзамов — роль другого плану
- Максуд Мансуров — роль другого плану
- Яхйо Файзуллаєв — роль другого плану
- Шаріф Кабулов — роль другого плану
- Джавлон Хамраєв — роль другого плану
- Уткур Ходжаєв — вічно хворий

## Знімальна група
- Режисер — Равіль Батиров
- Сценаристи — Равіль Батиров, Дмитро Булгаков
- Оператор — Шухрат Махмудов
- Композитор — Руміль Вільданов
- Художник — Нариман Рахімбаєв